# Associação Atlética Goiânia
L'Associação Atlética Goiânia è una società cestistica avente sede a Goiânia, in Brasile. La squadra, fondata nel 2000 gioca nel campionato brasiliano.